# كأس جزر كوك
كأس جزر كوك (بالإنجليزية: Cook Islands Cup)‏ ، هي بطولة رسمية لكرة القدم في جزر كوك البريطانية، أسست البطولة سنة 1950م.

## مصدر
1. ↑  Cook Islands Football Association نسخة محفوظة 24 أكتوبر 2016 على موقع واي باك مشين.
2. ↑  "Cook Islands – List of Cup Winners". RSSSF. مؤرشف من الأصل في 2017-11-23. اطلع عليه بتاريخ 2014-12-11.